# Сан-Вісенте (Португалія)
Са́н-Вісе́нте (порт. São Vicente; МФА: [ˈsɐ̃w vi.ˈsẽ.tɨ]) — муніципалітет і містечко в Португалії, в автономному регіоні Мадейра. Розташований на острові Мадейра в Атлантичному океані, на теренах історичної португальської провінції Мадейра. Належить до Фуншальської діоцезії Католицької церкви в Португалії. Права міського самоврядування має з 1744 року. Поділяється на 3 парафії.  Площа муніципалітету — 78,82 км², населення муніципалітету — 5723 ос. (2011); густота населення — 72,61 осіб/км²
. Патрон — святий Вікентій. Святковий день муніципалітету — 22 січня. Поштовий індекс — 9240.  Код місцевої адміністративної одиниці — 3011. Складова статистичного регіону Мадейра.

## Географія
Сан-Вісенте розташоване на півночі острова Мадейра в Атлантичному океані.
Сан-Вісенте межує на заході з муніципалітетом Порту-Моніж, на півночі — омивається Атлантичним океаном, на сході межує з муніципалітетом Сантани, на півдні — з муніципалітетами Камара-де-Лобуш, Рібейра-Брава, Понта-ду-Сол.
За колишнім адміністративним поділом (до набуття Мадейрою статуту автономії у 1976 році) містечко входило до складу Фуншальського адміністративного округу.

## Історія
Статус містечка — з 1744 року. Протягом свого існування муніципалітет Сан-Вісенте декілька разів зазнавав адміністративно-територіальної реформи.

## Населення
| Кількість мешканців | Кількість мешканців | Кількість мешканців | Кількість мешканців | Кількість мешканців | Кількість мешканців | Кількість мешканців | Кількість мешканців | Кількість мешканців | Кількість мешканців | Кількість мешканців | Кількість мешканців | Кількість мешканців | Кількість мешканців | Кількість мешканців | Кількість мешканців |
| ------------------- | ------------------- | ------------------- | ------------------- | ------------------- | ------------------- | ------------------- | ------------------- | ------------------- | ------------------- | ------------------- | ------------------- | ------------------- | ------------------- | ------------------- | ------------------- |
| 1864                | 1878                | 1890                | 1900                | 1911                | 1920                | 1930                | 1940                | 1950                | 1960                | 1970                | 1981                | 1991                | 2001                | 2011                |                     |
| 7 521               | 8 370               | 7 720               | 8 104               | 8 507               | 9 182               | 9 684               | 11 474              | 12 521              | 11 603              | 10 065              | 8 501               | 7 695               | 6 198               | 5 723               |                     |

## Парафії
1. Боавентура (порт. Boaventura)
2. Понта-Делгада (порт. Ponta Delgada)
3. Сан-Вісенте (порт. São Vicente)

## Економіка
В економіці муніципалітету домінує первинний сектор економіки, що представлений сільським господарством. Південно-західна його частина є надзвичайно гористою, де зосереджене тваринництво. Основним видом транспорту є автобуси і таксі.
Серед туристів популярними є печери і вулканічний центр (порт. Grutas e Centro do Vulcanismo de São Vicente), відкритий у 1996 році і де встановлене аудіовізуальне обладнання що пояснює геоморфологію острова. Вартість квитка без пільг для дорослих до вулканічного центру становить 8 євро. Крім того, на території муніципалітету є декілька оглядових майданчиків з мальовничими панорамами острова.

## Галерея

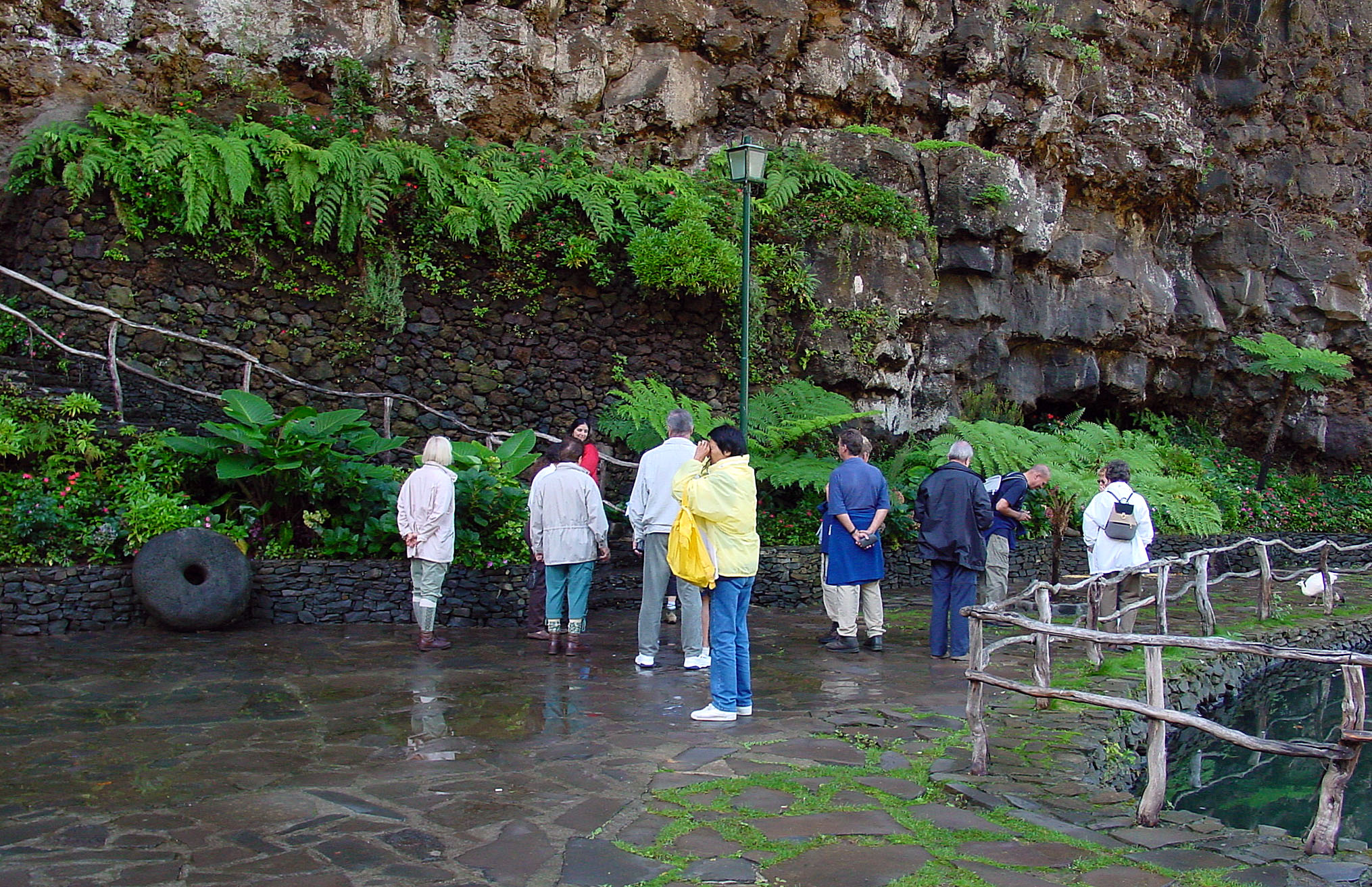
Вхід до печер
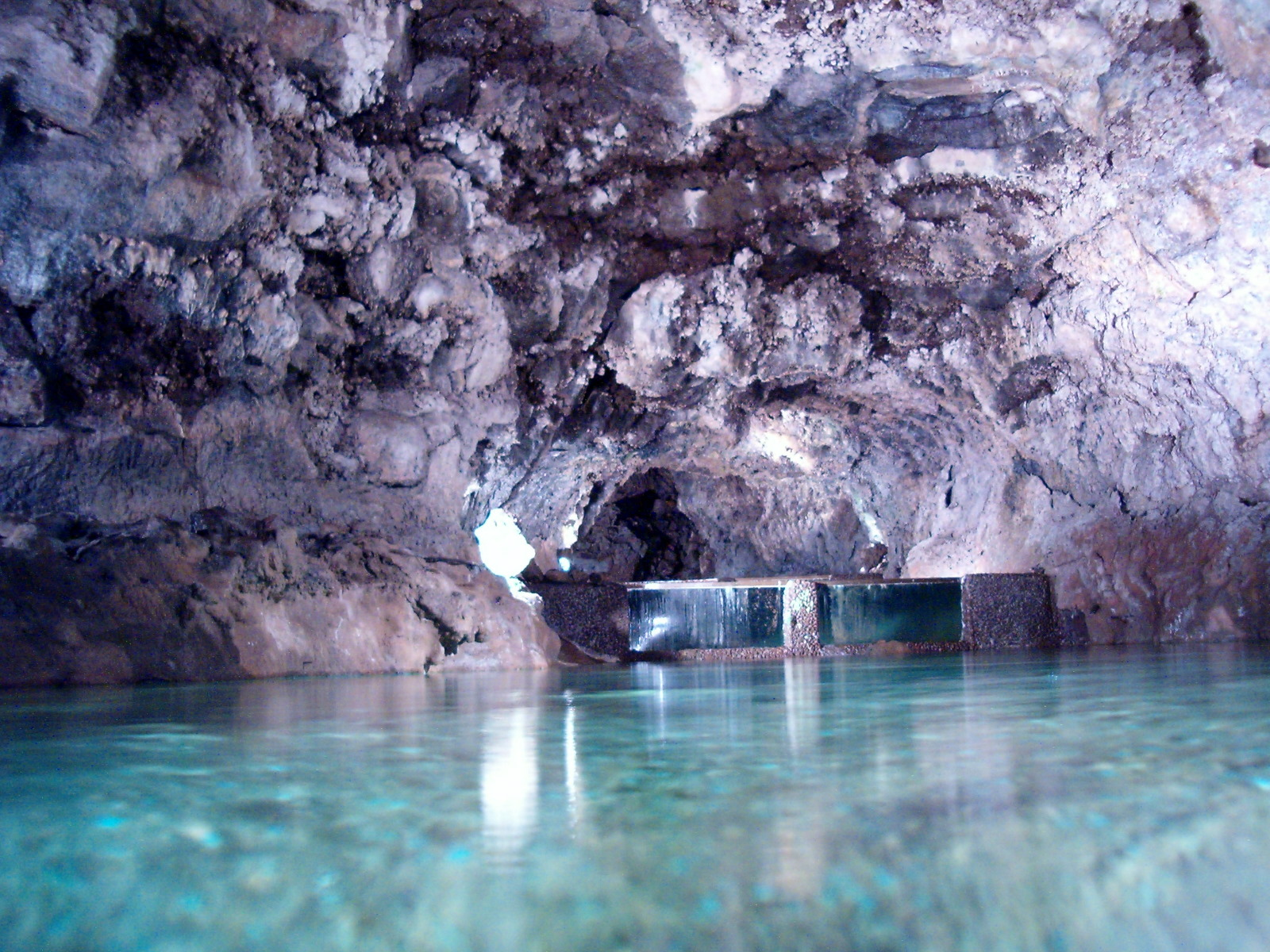
Вигляд печер усередині
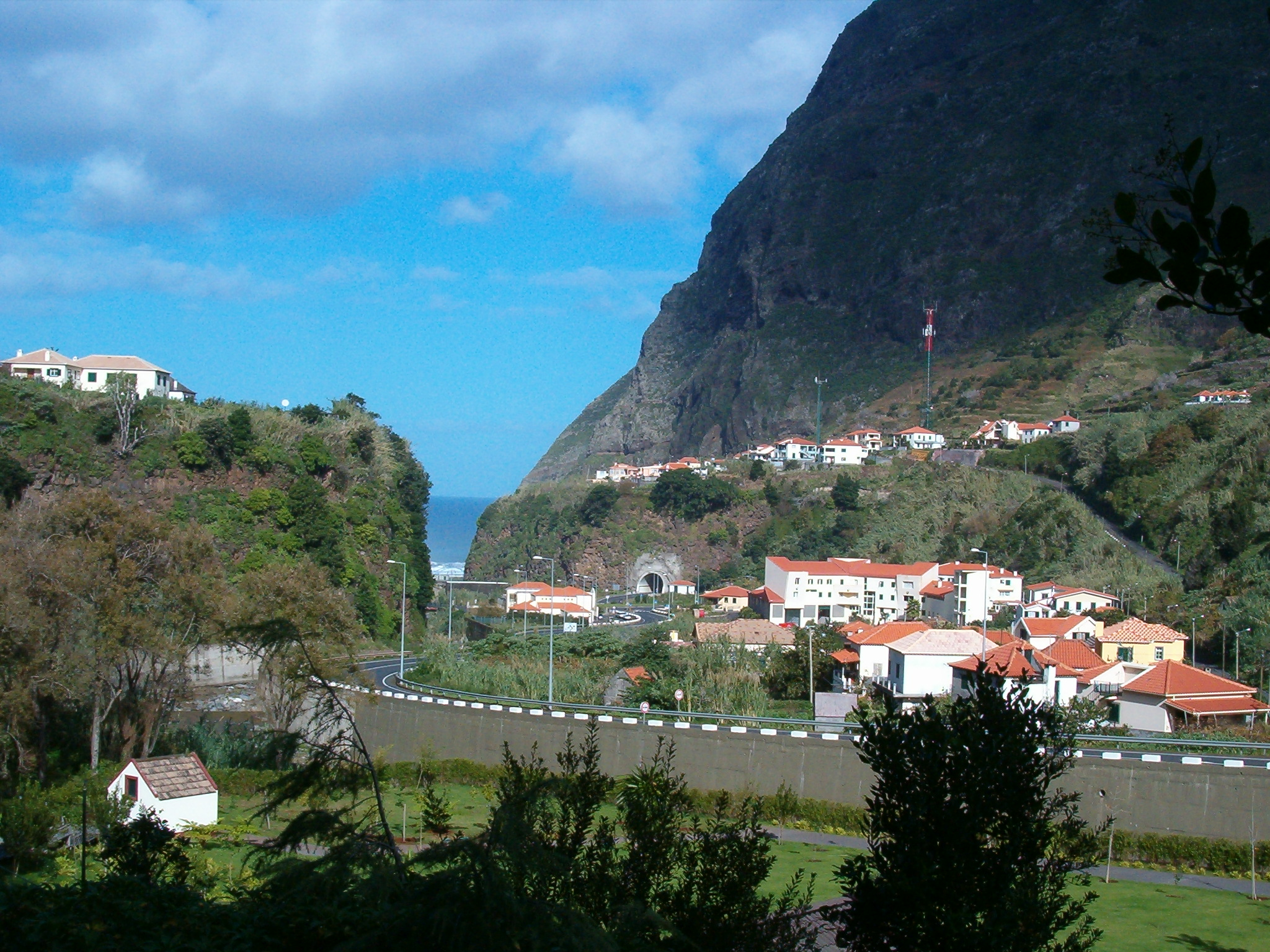
При в'їзді до Сан-Вісенте (зсередини острова)